# Melkzuurbacteriën

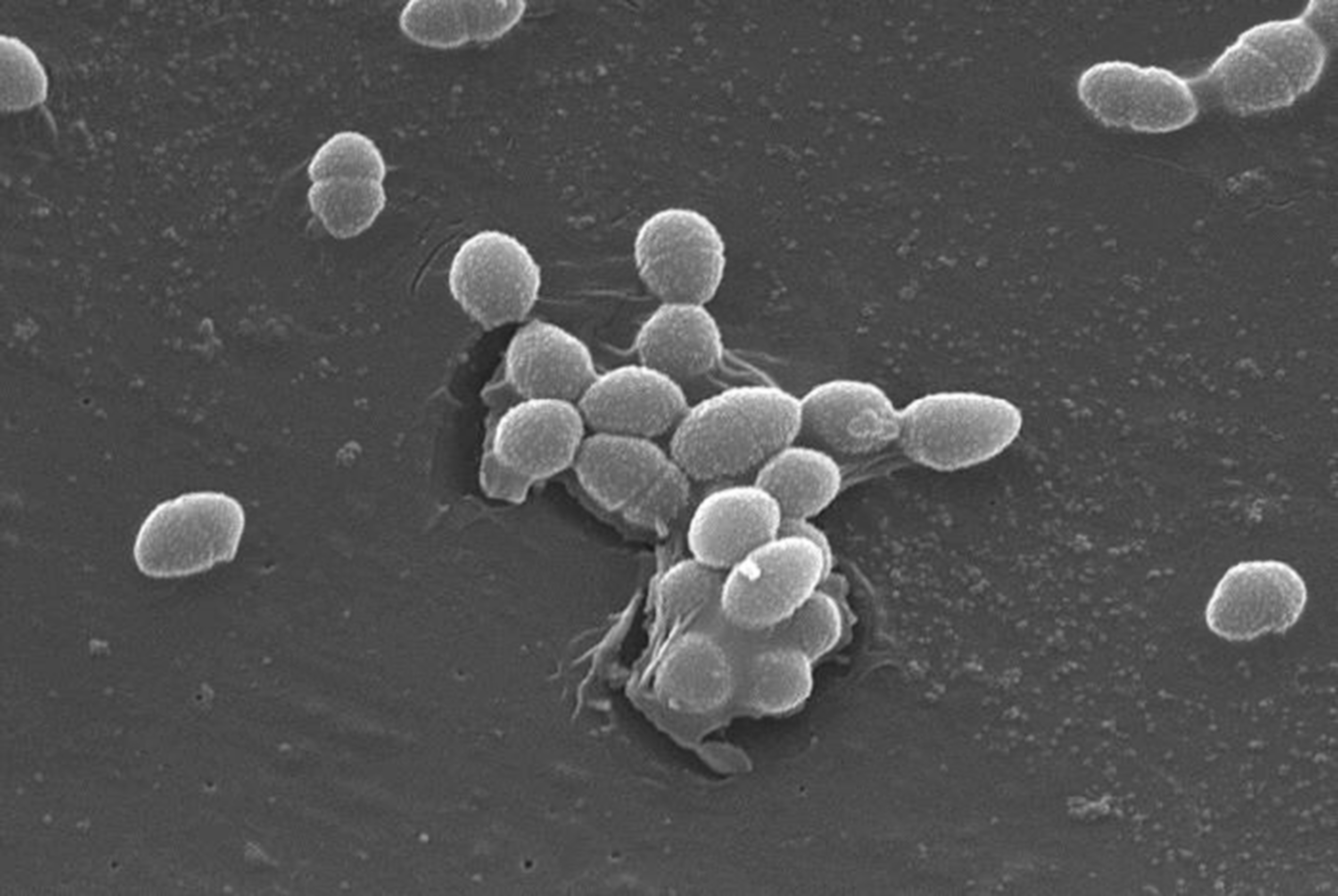
Enterococcus faecalis

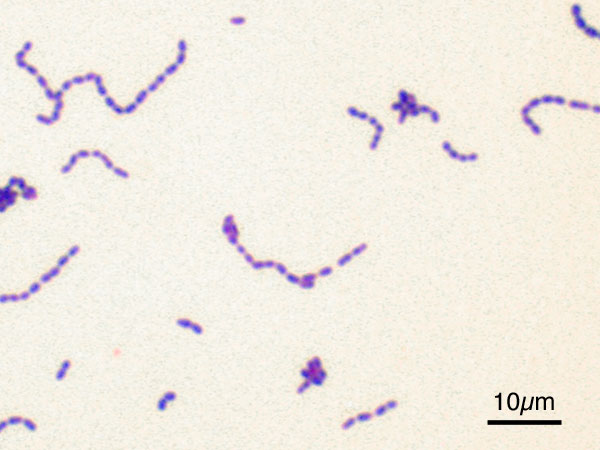
Streptococcus mutans

Melkzuurbacteriën (Lactobacillales) zijn bacteriën, die anaeroob en meestal aerotolerant zijn. Ze zijn grampositief, door kleuring worden ze onder de microscoop zichtbaar. Door fermentatie zetten melkzuurbacteriën suikers om in melkzuur.
Verscheidene soorten en stammen melkzuurbacteriën worden voor de conservering van levensmiddelen gebruikt, zoals voor melk, witte kool en brood, waardoor dan yoghurt, kefir, karnemelk, zuurkool en zuurdesembrood ontstaan.
Melkzuurbacteriën behoren tot de belangrijkste bacteriën van de darm- en vaginaflora. Enkele veroorzaken ziekten en ook cariës.

## Geslachten en belangrijke soorten
- Aerococcus
- Carnobacterium
  - C. piscicola, komt voor in vis
- Enterococcus
  - E. faecium, komt voor in de darm en in sommige probiotica
  - E. faecalis, komt voor in de darm en is soms pathogeen
- Lactobacillus
  - L. delbrueckii, type strain van dit geslacht, gebruikt in zure bieren zoals Berliner Weisse en Gose.
  - L. delbrueckii ssp. bulgaricus, een van de twee bacteriën in yoghurt
  - L. acetotolerans, uit azijn
  - L. acidifarinae, uit zuurdesembrood
  - L. acidipiscis, uit gefermenteerde vis
  - L. acidophilus, komt voor in de darm en in probiotica
  - L. algidus, uit vlees
  - L. amylolyticus, uit bier
  - L. casei, komt voor in de darm en in probiotica
  - L. fermentum, ook in gefermenteerde plantaardige producten
  - L. helveticus, in kaas
  - L. johnsonii, wordt als probioticum gebruikt
  - L. kefiranofaciens, in kefir
  - L. kefirgranum, in kefir
  - L. kimchii, in kimchi
  - L. plantarum, komt voor in vele gefermenteerde plantaardige producten, wordt gebruikt in zure bieren zoals Berliner Weisse en Gose.
  - L. rhamnosus, wordt vooral als probioticum gebruikt, LGG
  - L. sakei, in rijstwijn als eerste ontdekt, maar functie bij productie onduidelijk[1]
  - L. salivarius, een van de meest voorkomende bacteriën in de mond
  - zo'n 40 andere soorten
- Lactococcus
  - L. lactis, vooral gebruikt in de kaasbereiding
  - 4 andere soorten
- Leuconostoc
  - L. cremoris, uit zuurkool
  - L. kimchii, uit kimchi
  - Ongeveer 10 andere soorten
- Oenococcus
  - O. oeni, uit wijn
  - O. kitaharae, uit rijstwijn
- Pediococcus
  - P. acidilactici, in bier
- Streptococcus
  - S. gordonii, in de mond
  - S. mitis, in de mond
  - S. mutans, in de mond, voornaamste bron van cariës
  - S. salivarius ssp salivarius, in de mond
  - S. salivarius ssp thermophilus, een van de twee bacteriën in yoghurt
  - ongeveer 30 andere soorten
- Tetragenococcus
  - T. koreensis, uit kimchi
  - T. muriaticus, uit gefermenteerde inktvis
- Vagococcus
  - V. carniphilus, uit vlees
- Weissella